# Luogo della battaglia del Metauro
Sul luogo della battaglia del Metauro, svoltasi il 22 giugno del 207 a.C., sono state avanzate molte ipotesi da parte degli studiosi locali, essendo il testo di Tito Livio lacunoso in alcuni punti e prestandosi così a diverse interpretazioni.

## Analisi
Integrando il testo liviano con gli indizi contenuti in altri testi antichi si può comunque arrivare alla soluzione del problema. L’ipotesi più probabile è che la battaglia si sia svolta sulla sponda destra del fiume Metauro, poiché Asdrubale, che era accampato presso Senigallia, voleva evitare lo scontro con i romani e dirigersi verso il territorio dei galli, come afferma Giovanni Zonara sulla scorta del testo di Cassio Dione. Il fatto che lo storico Appiano Alessandrino parli di luoghi paludosi e che Tito Livio menzioni il mare a proposito dei cartaginesi che seguivano la riva del Metauro in cerca di un guado, implica una distanza non esageratamente eccessiva tra la posizione dell’esercito di Asdrubale in ritirata e il mare. Sia Tito Livio che Silio Italico affermano che i cartaginesi, marciando al buio, si mossero con difficoltà anche a causa di alcune grandi curve del fiume. Ebbene, sulla base di queste indicazioni la Commissione di studiosi nominata nel 1939 dalla Regia Deputazione di Storia Patria per le Marche giunse “a restringere il territorio delle ricerche a quella zona, in destra del Metauro, che, partendo da circa l’attuale ponte di Calcinelli sotto Monte Maggiore al Metauro (a circa 14 km. dall’attuale foce del Metauro) risale, con profondità conveniente alle manovre belligeranti, sino alla località Sterpeti. [...] Il tronco di fiume di quella zona è l'unico, nel basso corso, che risponde agli elementi tecnico-idrografici indicati dalle fonti storiche, presentando quelle ampie curve e controcurve dei meandri che furono fatali alla rapidità di marcia dei Cartaginesi e che l'esame idrogeologico attuale direbbe, per il caso, ancora più insidiosi in quei tempi”. Nel 1994 gli autori Giampaolo Baldelli, Enrico Paci e Luciano Tomassini restrinsero ulteriormente l’area di ricerca al territorio che da sotto Montemaggiore al Metauro prosegue nella piana di San Liberio. Alle stesse conclusioni è giunto più di recente lo studioso pesarese Massimo Olmi, secondo il quale è altamente improbabile che l’esercito cartaginese sia riuscito, nelle condizioni in cui si trovava e incalzato dai romani, a oltrepassare la scarpata scoscesa (oltre 20 metri) del fosso Scaricalasino, il quale s’immette nel Metauro in località Solfatara di S. Liberio.

## Rilievi archeologici
Gli unici scavi archeologici finalizzati alla localizzazione del sito della battaglia sono stati effettuati negli anni 1942-43 nei pressi di Fermignano sulla base di racconti locali sulla disfatta cartaginese presso un colle chiamato Monte Sdrovaldo, il cui nome deriverebbe da Asdrubale. Com’era prevedibile non fu però trovato nulla di interessante, essendo tale località troppo lontana dal mare.
Un altro sito, proposto nel 2002, riguarda Monte Aguzzo presso Fossombrone, a sinistra del Metauro. A suggerirlo, il rinvenimento di qualche centinaio di ghiande missili. Ma potrebbe trattarsi di oggetti risalenti all’epoca della guerra tra Mario e Silla.